# 謝弗湖
52°33′52″N 13°21′40″E / 52.56444°N 13.36111°E

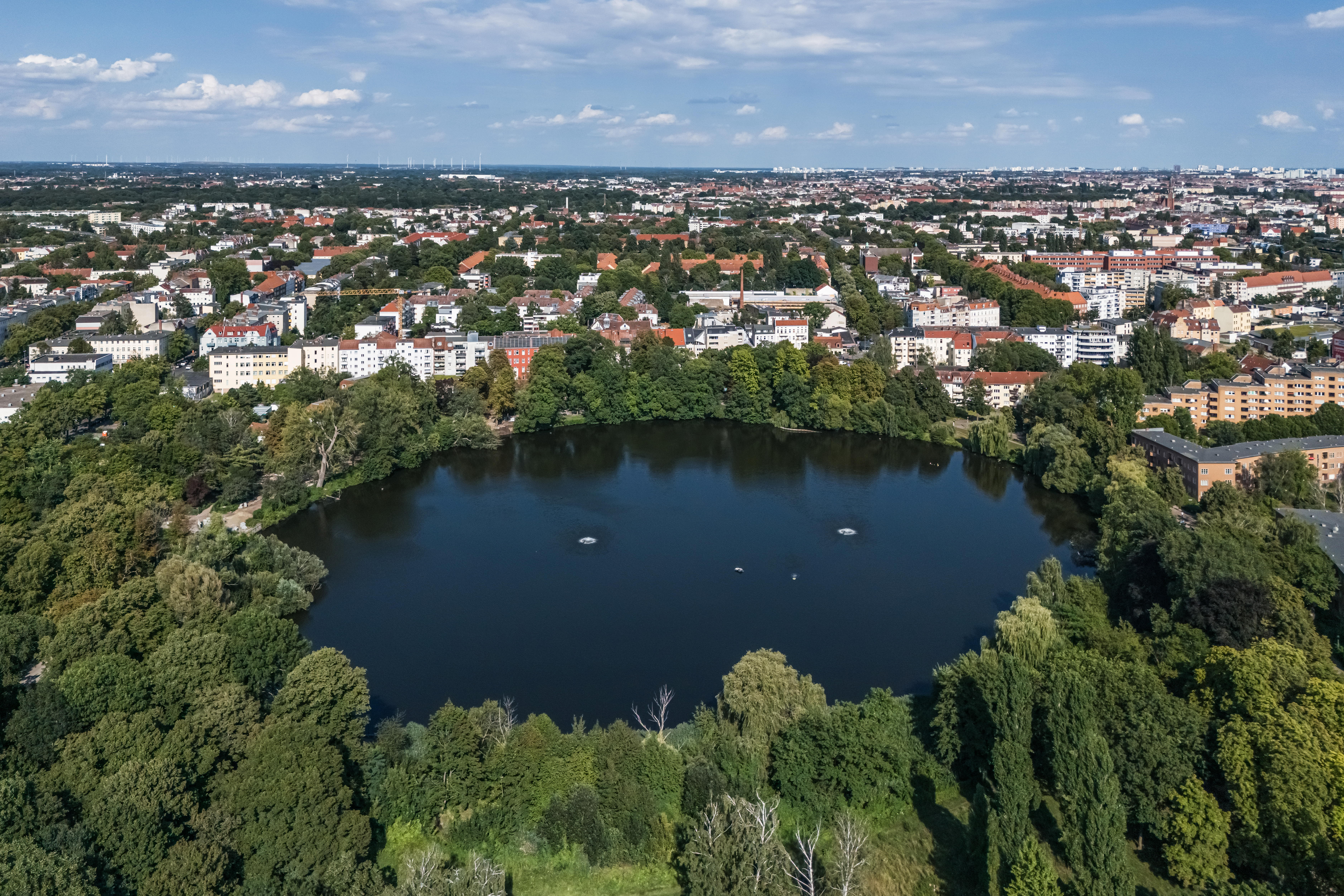

謝弗湖（德語：Schäfersee），是德國的湖泊，位於該國首都柏林，由賴尼肯多夫行政區負責管轄，面積41.4平方公里，海拔高度38米，平均水深4.1米，最大水深7.2米，湖岸線長度0.8公里。